# Rochas de Carnac

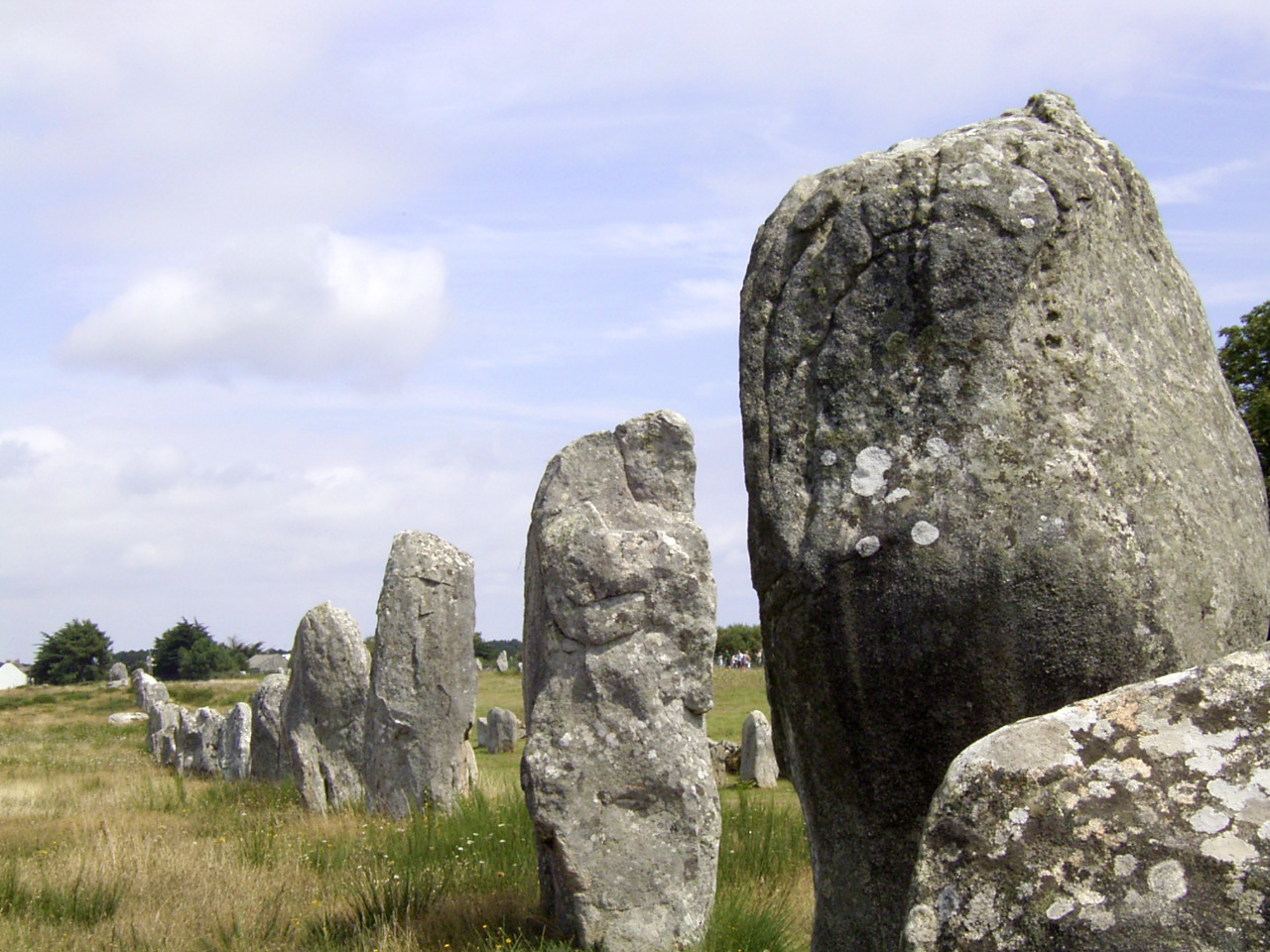
Rochas de Carnac

As Rochas de Carnac são um alinhamento de mais de 3000 megálitos que foram erguidos na comuna de Carnac, na Bretanha, França, por volta de 2000 a.C.

## Contexto histórico
Os alinhamentos foram erigidos no Neolítico por comunidades sedentárias entre o quinto e o segundo milênio a.C.
Essas tribos moravam em grandes casas de madeira e argila praticando a pecuária e a agricultura. O processo de sedentarismo tê-los-ia levado a criar um culto aos mortos por meio da construção coletiva de enormes túmulos, estelas gigantes, antas e fileiras de menires.
Os homens conheciam o jeito de manobrar as pesadas pedras com troncos e cordas. Experiências têm demonstrado a viabilidade de que poucos homens manejassem pesadas pedras. O grande menir de Locmariaquer, com um peso de 300 toneladas e de 20 metros de comprimento, de granito, é um exemplo de transporte e elevação de monólitos. 

## Alinhamentos megalíticos

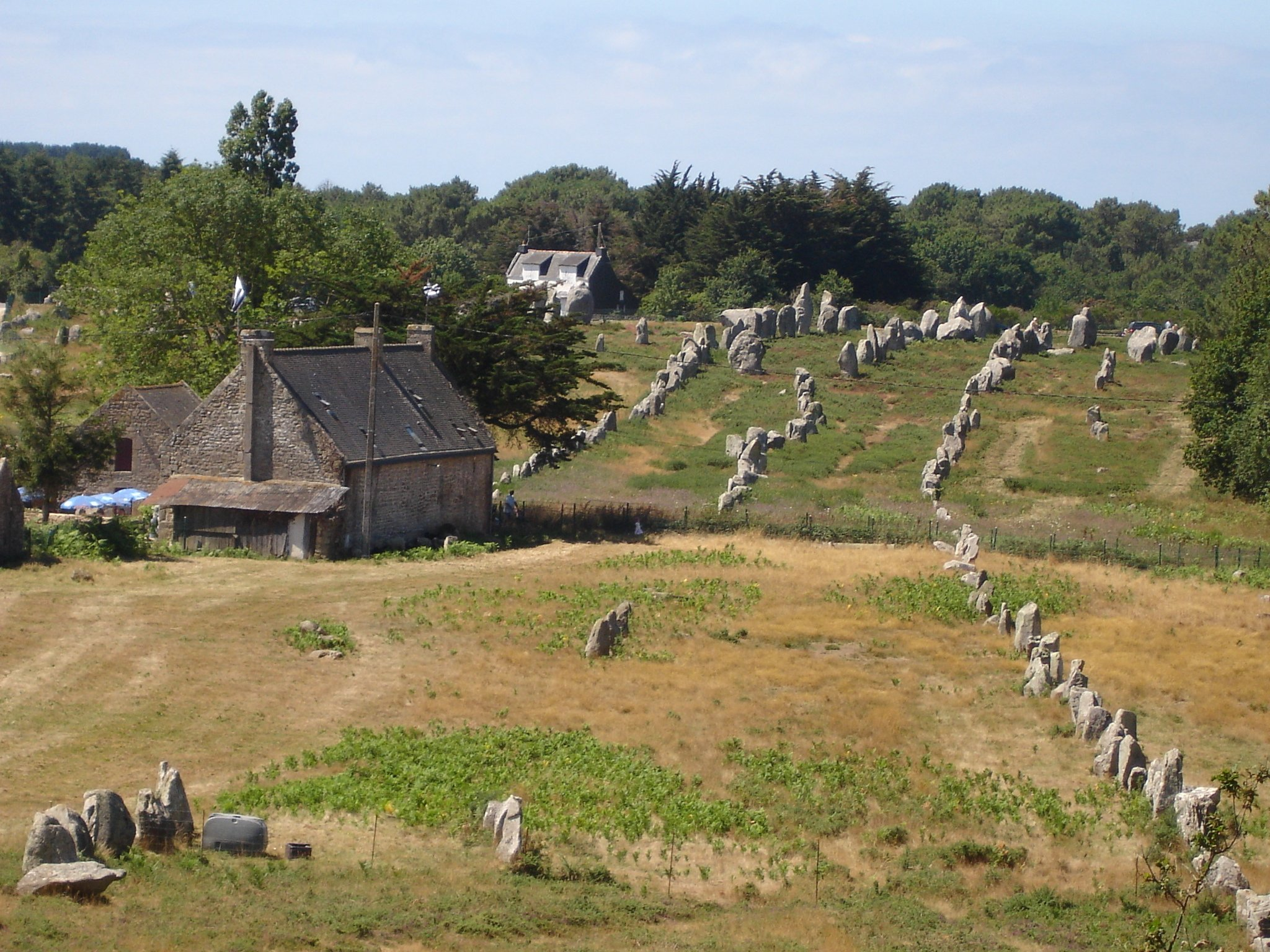
Alinhamentos de Carnac

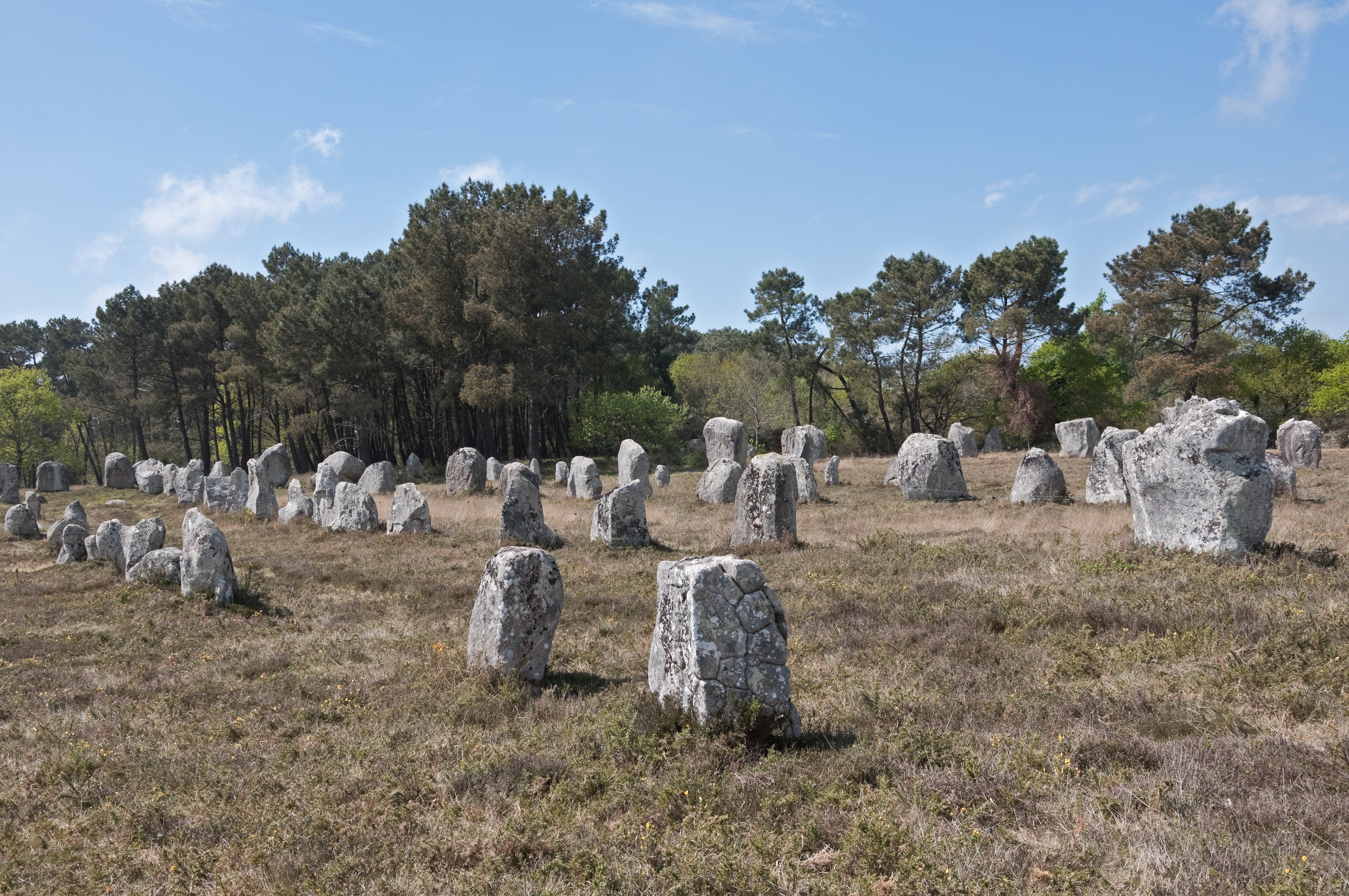
Alinhamento de Kerlescan

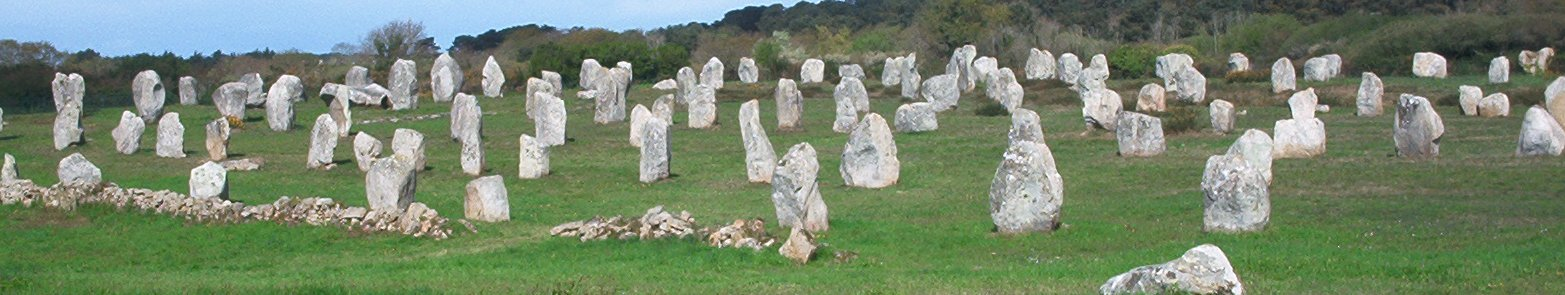
Rochas de Carnac

Ao norte da povoação localizam-se os monumentos megalíticos mais famosos da região. Destacam-se entre eles:
- Alinhamento de Ménec - formados por 1.099 menires fincados ao longo de 1 km, seguindo o eixo SO/NE. O. Estes alinhamentos, erguidos no Neolítico Médio (3000 a.C.), constituem o conjunto mais representativo de menires: 1099 menires fincados em 11 fileiras, espalhados ao longo de 1165 metros de comprimento por 100 metros de largura. Os menires crescem de tamanho para oeste (o mais alto deles mede 4 m), finalizando com um cromeleque que ainda conserva 71 blocos.
- Alinhamento de Kermario - composto por 1.029 menires, contemporâneos aos de Ménec, descrevem 10 linhas paralelas de 1.120 metros de comprimento, o tamanho dos menires vai crescendo de leste para oeste.
- Alinhamento de Kerlescan
- Alinhamento do Petit-Ménec